# 愛魯
愛魯（1226年—1288年），元朝唐兀人，昔里氏，昔里钤部之子。
中统元年（1260年），愛魯袭父职为大名路（治今河北省大名县西南）达鲁花赤。至元四年（1267年），因为盗用官钱被罢黜。至元五年（1268年），随从皇子忽哥赤出镇云南。任金齿等处安抚使，征伐金齿诸部，在骠甸（今云南省陇川县）击败敌兵万人。至元六年（1269年），定当地租赋，征服大不麻等二十四寨。至元七年（1270年），转任中庆路（治今云南省昆明市）达鲁花赤，兼管爨僰军。至元十三年（1276年），奉诏开云南、四川通道，征服筠连州（今四川省筠连县）等地乌蒙、都掌、豕鹅夷诸部，陆路经乌蒙（今云南省昭通市）、水路从马湖江（今四川省宜宾西长江的一段），皆可达叙州(今四川省宜宾市）。历任广南西道左右两江宣抚使、云南诸路宣慰使副都元帅、云南行省参知政事。降左右江溪洞五十余州及茫部（今云南省镇雄县境）、亦奚不薛、罗氏鬼（今贵州西部及西南部）罗佐山、乌蒙、金齿（今云南省德宏州）等部。跟随平章政事赛典赤经营云南，兴屯田、开乌蒙道，设置水陆驿站。至元十九年（1276年），晋升为云南行省左丞，为杨吾答儿征缅甸提供粮饷。至元二十二年（1285年），与右丞拜答儿平定乌蒙阿谋等人的谋叛，生擒阿谋。至元二十四年（1287年），晋升为云南行省右丞，官至行尚书右丞。随镇南王率兵六千人征伐交趾（今越南），败昭文王军于木兀门，擒黎石、何英，进逼大罗城。大小战役十八次，均取胜。次年回军，因患瘴疠病卒。赠平章政事，谥号毅敏。后来改赠太师，追封魏国公，谥忠节。

## 延伸阅读
[在维基数据编辑]
 《新元史/卷131》，出自柯劭忞《新元史》